# Andrea Diewald
Andrea Diewald (* 28. Dezember 1981 in Rosenheim) ist eine ehemalige deutsche Eiskunstläuferin, die im Einzellauf startete.

## Biografie
Mit dem Eiskunstlaufen begann Andrea Diewald als Fünfjährige. 1996 wechselte sie vom EV Rosenheim zum ERC München, wo sie bei Thomas Wieser, Karin Gaiser und (seit 1999) Alexander Wedenin trainierte. Ihre größten Erfolge waren die deutschen Vizemeisterschaften in den Jahren 1997 und 2002 im Einzellauf. 2002 nahm sie an der Europameisterschaft teil, schied jedoch schon in der Qualifikation zum Kurzprogramm aus.
Andrea Diewald beendete ihre Laufbahn als Einzelläuferin zusammen mit ihrer drei Jahre jüngeren Schwester Veronika im Jahr 2003. Danach studierte sie Sportwissenschaft in Darmstadt. Beide Diewald-Schwestern gehörten in der Saison 2007/08 der Münchner Formation Magic Diamonds an. Für ihren Heimatverein SV Pang waren sie als Nachwuchstrainerinnen tätig.

## Erfolge/Ergebnisse
| Wettbewerb/Saison            | 1995/96 | 1996/97 | 1997/98 | 1998/99 | 1999/00 | 2000/01 | 2001/02 | 2002/03 | 2003/04 | 2004/05 | 2005/06 | 2006/07 | 2007/08 |
| ---------------------------- | ------- | ------- | ------- | ------- | ------- | ------- | ------- | ------- | ------- | ------- | ------- | ------- | ------- |
| Europameisterschaften        | –       | –       | –       | –       | –       | –       | 31*     | –       | –       | –       | –       | –       | –       |
| Junioren-Weltmeisterschaften | –       | –       | –       | –       | 17      | –       | –       | –       | –       | –       | –       | –       | –       |
| Deutsche Meisterschaften     | 3       | 2       | 8       | 7       | 6       | 3       | 2       | –       | –       | –       | –       | –       | 2**     |
| GP Trophée Eric Bompard (F)  | –       | –       | –       | 8       | –       | –       | –       | –       | –       | –       | –       | –       | –       |
| GP Bofrost Cup (D)           | –       | 8       | –       | –       | –       | –       | 10      | –       |         |         |         |         |         |
| GP Cup of Russia (RU)        | –       | –       | –       | –       | –       | 12      | –       | –       | –       | –       | –       | –       | –       |
| Nebelhorn Trophy             | –       | 5       | –       | –       | –       | –       | –       | –       | –       | –       | –       | –       | –       |

Legende: * nach Qualifikation; ** mit der Formation Magic Diamonds; GP = Grand Prix

### Andere Wettbewerbe
- 1998 – 6. Rang - ISU Junior Series Final, Lausanne